# Liste von antisemitischen Anschlägen und Angriffen im deutschsprachigen Raum nach 1945
Die Liste von antisemitischen Anschlägen und Angriffen im deutschsprachigen Raum nach 1945 umfasst antisemitische und antisemitisch motivierte Straftaten oder solche, bei denen man aufgrund der Tatumstände von ebendiesem Zusammenhang ausgeht, und enthält auch Angriffe auf israelische Institutionen oder auf Gedenkstätten des Holocaust.

## Hintergrund

### Bundesrepublik Deutschland
Da in Deutschland das Bundeskriminalamt keine gesonderte Statistik über judenfeindliche Hintergründe von Straftaten führt, sind verlässliche Daten über den Komplex schwer zu finden. 2001 führte das Bundesinnenministerium neue Kriterien für die Erfassung der Politisch motivierten Kriminalität (PMK) ein, die die „tatauslösende politische Motivation“ berücksichtigen und nach rechtsextremen, linksextremen und migrationsbezogenen Tätermileus unterscheiden. Vielfach werden jedoch Straftaten mit politischem Hintergrund nicht als solche erkannt und entsprechend nicht in dieser Rubrik erfasst.
Der „Unabhängige Expertenkreis Antisemitismus“ der Bundesregierung, das American Jewish Committee und der Antisemitismus-Beauftragte der Bundesregierung kritisierten 2017, dass antisemitische Straftaten „grundsätzlich immer dann dem Phänomenbereich PMK-Rechts zugeordnet“ würden, wenn keine weiteren Spezifika erkennbar oder Tatverdächtige bekannt seien. So ergebe sich „möglicherweise ein nach rechts verzerrtes“ Täterbild. In einer Studie des Expertenkreises, die Juden nach antisemitischen Erfahrungen befragte, wurden 62 Prozent der Beleidigungen und 81 Prozent der körperlichen Angriffe Muslimen zugeschrieben. Auch eine Umfrage des Frankfurter Forschungszentrums Globaler Islam (FFGI) unter jüdischen Betroffenen ergab nach Auskunft der Leiterin Susanne Schröter „dass 80 Prozent von ihnen Muslime als Täter angaben“. Hinzu kommt, dass antisemitische Taten etwa der türkischen Grauen Wölfe, der größten aller rechtsextremen Organisationen in Deutschland, in derselben Kategorie wie die deutscher Rechtsextremer erfasst werden, wobei deren Mitglieder oft auch die deutsche Staatsangehörigkeit besäßen.
Die offiziellen Zahlen unterscheiden sich teilweise deutlich von denen gesellschaftlicher Gruppen, die nach eigenen Angaben systematisch Vorfälle erfassen. So führt zum Beispiel die Berliner Amadeu Antonio Stiftung seit 2002 eine Chronik antisemitischer Straftaten auf der Grundlage von Presseauswertung. Bei allen Zahlenangaben wird von einer großen Dunkelziffer ausgegangen.
Im März 2004 hatte die Europäische Stelle zur Beobachtung von Rassismus und Fremdenfeindlichkeit (EUMC) eine Studie über das Anwachsen des Antisemitismus in der Europäischen Union vorgelegt. Das auf Deutschland bezogene Ergebnis zeigte, dass es im Jahr 2000 einen erheblichen Anstieg an antisemitisch motivierten Handlungen gab. Die seit 2001 veröffentlichten Zahlen des Bundesinnenministeriums waren bis 2009 konstant auf dem hohen Niveau von durchschnittlich 1690, also täglich vier bis fünf antisemitischen Delikten. Meistens handelt es sich dabei um Propagandadelikte, Sachbeschädigungen, Volksverhetzungen sowie Verstöße gegen das Versammlungsgesetz, es fallen darunter auch Pöbeleien gegen Juden, Brandanschläge auf Synagogen, Schändungen jüdischer Friedhöfe oder auch die Zerstörung von Stolpersteinen. Mit 1800 registrierten Fällen gilt das Jahr 2006 als das mit den meisten Übergriffen. Im Jahr 2009 zählte die Statistik 1690 Übergriffe. 2010 ging die Zahl auf 1268 zurück, 2011 waren es 1239 Delikte, 2012 stieg die Zahl wieder etwas an auf 1374 und 2013 ging sie zurück auf 1275 Delikte. Davon zu unterscheiden ist die Registrierung antisemitischer Gewaltdelikte, die im Jahr 2012 mit 41 Taten und 2013 mit 51 Taten angegeben sind. Auch in den Folgejahren stiegen laut Statistik des Bundeskriminalamtes (BKA) die Zahlen der registrierten antisemitischen Straftaten an, so im Jahr 2018 auf 1799, davon 69 Gewaltdelikte, und im Jahr 2019 auf 2032 Taten, davon 62 Gewaltdelikte. Der überwiegende Teil wurde mit 93,4 % der rechten politisch motivierten Kriminalität (PMK rechts) zugeordnet.
In Antworten der Bundesregierung auf regelmäßige Kleinen Anfragen durch die Fraktion der Linken werden seit einigen Jahren quartalsweise die polizeilich erfassten antisemitischen Straftaten veröffentlicht. Zum Beispiel wurden im ersten Halbjahr 2012, unter Vorbehalt der endgültigen Werte, insgesamt 436 Straftaten gemeldet, darunter waren dreizehn Gewalttaten. 425 dieser Taten, davon elf Gewalttaten, werden dem rechtsextremen Milieu zugeordnet, drei dem linksextremen und dreizehn Tätern mit Migrationshintergrund, davon zwei Gewalttaten. Acht Delikte sind unter sonstige politisch motivierte Kriminalität eingetragen.
Gemäß der EUMC-Studie stammen die Täter zum einen aus der rechten Szene, oft handelt es sich um „junge Männer weißer Hautfarbe, die von rechtsextremistischem Gedankengut beeinflusst sind“. Eine weitere Gruppe besteht aus Tätern, die häufig als „junge Muslime, Personen nordafrikanischer Abstammung oder Immigranten“ klassifiziert werden und deren Motive einen deutlichen Zusammenhang mit dem Nahostkonflikt haben. Der Antisemitismusbericht des Deutschen Bundestages aus dem Jahr 2011 wies aus, dass etwa 90 Prozent aller antisemitischen Straftaten von Tätern begangen worden seien, die dem rechten Spektrum zugeordnet werden, wobei unklare Fälle vom BKA als rechts motiviert eingestuft werden. Im Jahr 2019 betrug dieser Anteil 93,4 %. Weitere Tätergruppen wurden dem Linksextremismus im Zusammenhang sowohl mit einer Israel- wie einer Kapitalismuskritik und dem Umfeld des Islamismus zugeordnet.

Seit dem Terrorangriff der Hamas auf Israel am 7. Oktober 2023 und dem folgenden Krieg in Israel und Gaza 2023 registrierten die Polizei sowie die Recherche- und Informationsstelle Antisemitismus einen starken Anstieg von antisemitischen, antijüdischen und antiisraelischen Vorfällen in Deutschland. Sie umfassen Straftaten wie Volksverhetzung bei propalästinensischen Demonstrationen, Übergriffe auf Juden auf der Straße, Schmierereien an Synagogen und an Wohnhäusern.

### Deutsche Demokratische Republik
Nach der Staatsgründung der DDR siedelten sich zunächst zahlreiche Juden wieder vor allem im Ostteil Berlins an, es kam jedoch zwischen 1949 und 1953 im Zuge der fortschreitenden Stalinisierung zu Ausschreitungen gegen und Ausgrenzungen von Juden in der DDR, die wiederum zahlreiche Juden in die erneute Emigration trieben. Nach 1953 schwenkte die SED tendenziell zu einer Toleranz der verbleibenden jüdischen Bevölkerung um und positionierte sich eher antizionistisch als antisemitisch. Die Stiftung für Sozialgeschichte stellt fest, dass die „widersprüchliche Politik“ der SED eine „antisemitische und rassistische Atmosphäre“ protegierte, „die in der Gesellschaft Spuren hinterlassen“ habe und ein virulenter Antisemitismus immer wieder gewaltvolle Ausbrüche zur Folge gehabe habe. Der Genozid an den Juden wurde in der DDR nicht systematisch aufgearbeitet und war weder Teil einer Erinnerungskultur noch Teil der Schulbildung; gleichzeitig versuchte der Staat den Antifaschismus als Gründungsmythos zu stilisieren. Eine Entnazifizierung verlief dabei vor allem auf höheren Führungsebenen. Darunter blieben viele Mitläufer und NS-Täter weiter in führenden Positionen oder sie erreichten diese. Die Entnazifizierung, und damit auch eine Auseinandersetzung mit Ursachen für Antisemitismus, wurde Anfang der 1950er Jahre für beendet erklärt. Eine öffentlich und umfassende also gesellschaftliche Aufarbeitung des Antisemitismus in der DDR fand nicht statt. Die Ausstellung der Amadeu Antonio Stiftung Antisemitismus in der DDR – „Das hat’s bei uns nicht gegeben!“ versucht das Thema seit 2006 einer breiten Öffentlichkeit zugänglich zu machen. Die Ausstellung enthält u. a. eine Chronologie zu antisemitischen Straf- und Gewalttaten in der DDR.

### Österreich
In Österreich werden antisemitische Angriffe nicht gesondert registriert. Nach der EUMC-Studie kommt es selten zu physischen Taten, stattdessen seien „eher durch verworrene und traditionell verwurzelte Stereotype“ gekennzeichnete Äußerungen im Alltag stark verbreitet.

### Deutschschweiz
Für die Deutschschweiz werden antisemitische Vorfälle durch den Schweizerischen Israelitischen Gemeindebund (SIG) jährlich erfasst und registriert und in Abgleich mit den von der Stiftung gegen Rassismus und Antisemitismus (GRA) gesammelten Daten veröffentlicht. Seit 2011 beobachtet der SIG zudem systematisch verschiedene Internetseiten, so wurden in diesem Jahr insgesamt 112 antisemitische Vorfälle gemeldet, von denen es sich bei 76 um Äußerungen im Internet handelt. (2010 waren lediglich fünf Internetdelikte bei einer Gesamtzahl von 34 Vorfällen aufgeführt.) Die übrigen 36 Angriffe des Jahres 2011 bestanden aus neun Schmierereien, einer Beleidigung, 15 antisemitischen Zuschriften über Briefe oder Mails, fünf Verbreitungen von antisemitischen Schriften und sechs unter Verschiedenes eingetragenen Delikten. Es wurden keine körperlichen Übergriffe registriert.

## Chronologische Auflistung
In der folgenden Liste sind einige der Angriffe und Anschläge auf Juden und jüdische wie israelische Einrichtungen und auf Gedenkstätten im deutschsprachigen Raum aufgenommen, die über mediale Diskussionen öffentliche Aufmerksamkeit erhielten.
Nur in öffentlich bekannten und belegten Fällen aufgelistet ist die Vielzahl der antisemitischen Straftaten, die in Deutschland vier- bis fünfmal pro Tag registriert werden. Diese umfassen Übergriffe und Beleidigungen gegenüber Menschen, bei denen eine jüdische Herkunft vermutet wird oder bekannt ist, die Verwüstung und Schändung jüdischer Friedhöfe, das Einwerfen von Fensterscheiben, das Schmieren und Sprühen von antisemitischen Parolen, Hakenkreuzen und SS-Runen auf Synagogen und jüdische wie israelische Einrichtungen oder auf Gedenkstellen, Aufmärsche und Ansammlungen, auf denen antisemitische Parolen gerufen werden, die Störung von Gedenkfeierlichkeiten oder religiösen Festen, das Verteilen, Verbreiten oder Anbringen von Hetzschriften und Hetzplakaten, die Demolierung und Beschmierung von Fahrzeugen von bekannten Juden oder Leuten, die sich für die Belange von Juden einsetzen, das Verschicken antisemitischer Drohungen über Post und Mail und vieles mehr. Sachbeschädigungen auf jüdischen Friedhöfen sind bereits seit unmittelbarer Nachkriegszeit gleichbleibend hoch. Die Statistik weist aus, dass schon 1947 in Ost- und Westdeutschland wöchentlich ein jüdischer Friedhof geschändet wurde, im Durchschnitt wurden zwischen 2000 und 2009 in Deutschland 50,9 derartige Vorfälle pro Jahr registriert.
| Ereignis | Datum                       | Ort                                              | Anmerkung |
| --- | --------------------------- | ------------------------------------------------ | --- |
| Angriff auf eine jüdische Zeugin vor dem Landgericht Hamburg                                                              | 14. Apr. 1950               | Hamburg                                          | Eine jüdische Belastungszeugin im Prozess gegen Veit Harlan wurde vor dem Gerichtssaal von der Menge angegriffen und musste von der Polizei geschützt werden. |
| Schändung der Neuen Synagoge Düsseldorf                                                                                   | Jan. 1959                   | Düsseldorf                                       | Unbekannte beschmierten das Düsseldorfer Gotteshaus mit Hakenkreuzen. |
| Schändung der Synagoge in Köln                                                                                            | 24. Dez. 1959               | Köln                                             | Zwei DRP-Mitglieder beschmierten am Abend des 24. Dezembers die Synagoge der jüdischen Gemeinde in Köln mit Hakenkreuzen und der Aufschrift „Deutsche fordern: Juden raus“. In den darauf folgenden Wochen ereigneten sich hunderte ähnlicher Vorfälle in der Bundesrepublik, die als „antisemitische Schmierwelle“ bekannt wurden. |
| Anschlag auf die israelische Botschaft                                                                                    | 8. Sep. 1969                | Bonn                                             | Unbekannt gebliebene Täter verübten einen Anschlag mit Handgranaten auf das Gebäude, zeitgleich wurden Anschläge auf die Botschaften in Den Haag und Brüssel ausgeführt. Im politischen Kontext sind die Taten dem palästinensischen Terrorismus zuzuordnen. |
| Brandbombe im Gemeindehaus Fasanenstraße                                                                                  | 9. Nov. 1969                | Berlin-Charlottenburg                            | Die linksradikale Gruppe Tupamaros West-Berlin deponierte während einer Gedenkveranstaltung zum 31. Jahrestag der Novemberpogrome eine Bombe im Gemeindehaus. Der Anschlag scheiterte wegen eines defekten Zeitzünders. 2004 bekannte sich Albert Fichter, ein Mitglied der Gruppe, zu der Tat. Als Initiator gilt Dieter Kunzelmann, dem keine Tatbeteiligung nachgewiesen werden konnte. |
| Versuch einer Flugzeugentführung auf dem Flughafen München-Riem                                                           | 10. Feb. 1970               | München                                          | Bei dem Versuch der Entführung einer El-Al-Maschine durch ein palästinensisches Kommando kam es zu einem Handgemenge, dabei starb der 32-jährige Arie Katzenstein, elf weitere Personen wurden schwer verletzt. |
| Brandanschlag auf das jüdische Gemeindezentrum                                                                            | 13. Feb. 1970               | München                                          | Im Treppenhaus des Gebäudes, in dessen oberen Stockwerk ein Altenheim eingerichtet war, wurde Benzin verteilt und angezündet. Bei dem Anschlag starben sieben Überlebende des Holocaust. Täter wurden nicht ermittelt. |
| Bombenanschlag auf einen Swissair-Flug                                                                                    | 21. Feb. 1970               | Zürich                                           | An Bord einer Coronado auf einem regulären Linienflug von Zürich nach Tel Aviv detonierte eine Bombe palästinensischen Ursprungs. Die Maschine stürzte bei Würenlingen ab, dabei starben alle 47 Insassen. Die Täter wurden nicht gefasst. |
| Bombenanschlag auf einen Flug mit OE-LCU der Austrian Airlines                                                            | 21. Feb. 1970               | Frankfurt am Main                                | Zwanzig Minuten nach dem Start einer Caravelle für den Flug von Frankfurt nach Wien explodierte an Bord eine Bombe palästinensischer Herkunft und riss ein Loch in den Rumpf. Das Flugzeug konnte umkehren und sicher in Frankfurt landen, alle 38 Passagiere überlebten. |
| Geiselnahme bei den Olympischen Spielen                                                                                   | 5. Sep. 1972                | München                                          | Bei dem Olympia-Attentat stürmten Mitglieder der palästinensischen Organisation Schwarzer September das Wohnquartier der israelischen Mannschaft und nahmen elf Mitglieder als Geiseln. Zwei Israelis starben bereits in den ersten Stunden der Geiselnahme. Bei einem gescheiterten Befreiungsversuch auf dem Militärflugplatz Fürstenfeldbruck starben am Abend desselben Tages alle verbleibenden neun Geiseln, ein Polizist und fünf der Terroristen. Insgesamt kamen 17 Menschen ums Leben. |
| Paketbombenanschlag auf Heinz Galinski                                                                                    | Aug. 1975                   | Berlin                                           | Paketbombenanschlag auf Heinz Galinski |
| Sprengung von zwei Sendeanlagen                                                                                           | 18. Jan. 1979               | Koblenz / Münster                                | Während der deutschen Erstausstrahlung des Fernsehfilms Holocaust – Die Geschichte der Familie Weiss sprengte eine sich selbst Internationale revolutionäre Nationalisten nennende rechtsradikale Gruppe die Leitungen zum Südwestfunk-Sender Waldesch bei Koblenz und nahezu zeitgleich die Richtfunkstelle Nottuln bei Münster, so dass die Sendung in etwa hunderttausend Haushalten unterbrochen war. |
| Sprengstoffanschlag auf den Stadttempel                                                                                   | 22. Apr. 1979               | Wien                                             | Im Hof der Synagoge wurde ein halbes Kilogramm Plastiksprengstoff gezündet, es entstand großer Sachschaden, alle Glasfenster zersplitterten, verletzt wurde niemand. Die palästinensische Gruppe Adler der Revolution (as-Sa'iqa) erklärte sich als Urheber des Anschlags. |
| Tötungsdelikt an Shlomo Lewin und Frida Poeschke                                                                          | 19. Dez. 1980               | Erlangen                                         | Der Verleger und seine Lebensgefährtin wurden in ihrem Wohnhaus erschossen, vermutlich durch ein Mitglied der rechtsextremen Wehrsportgruppe Hoffmann. Der mutmaßliche Täter Uwe Behrendt, der nicht gefasst wurde, soll später Suizid begangen haben. |
| Mord an Heinz Nittel | 1. Mai 1981                 | Wien                                             | Der österreichische Politiker war Präsident der Österreichisch-Israelischen Gesellschaft und Mitbegründer des Jewish Welcome Service Vienna. Er wurde mit den gezielten Schüssen eines Attentäters der palästinensischen Gruppe Fatah-Revolutionärer Rat vor seinem Wohnhaus ermordet. |
| Terroranschlag auf den Stadttempel                                                                                        | 29. Aug. 1981               | Wien                                             | Während einer Sabbatfeier stürmten zwei mutmaßliche Mitglieder der palästinensischen Gruppe Fatah-Revolutionärer Rat die Synagoge, warfen Handgranaten und schossen in die Menge. Es starben zwei Menschen, 21 wurden verletzt. |
| Bombenanschlag auf das jüdisch geführte Restaurant „Mifgash Israel“                                                       | 15. Januar 1982             | West-Berlin                                      | Eine von einer „orientalisch aussehenden Frau“ deponierte Bombe verletzt ein 14 Monate altes Kleinkind tödlich, 14 andere Gäste des Restaurants werden zum Teil schwer verletzt. Zu der Tat bekannte sich die palästinensische Terrororganisation „15. Mai“ |
| Heimevakuierung von und Übergriffe auf jüdische Spätaussiedler                                                            | 2. Okt. 1990                | Rostock                                          | „Die Stadt evakuiert vorsorglich ein Heim jüdischer Spätaussiedler:innen. Gegen Mitternacht kommt es zu Übergriffen von Neonazis.“ |
| Mord an Blanka Zmigrod | 23. Feb. 1992               | Frankfurt am Main                                | Die jüdische Garderobenfrau Blanka Zmigrod wurde im Frankfurter Westend auf offener Straße mit einem Kopfschuss getötet. Der schwedische Rechtsterrorist John Ausonius wurde im Februar 2018 wegen dieses Mordes zu lebenslanger Haft verurteilt. |
| Anschlag auf Erfurter Synagoge                                                                                            | 20. Juli 1992               | Erfurt                                           | Der bekannte Neonazi Thomas Dienel wirft zwei Schweinekopfhälften in den Vorgarten der Erfurter Synagoge. |
| Sprengstoffanschlag auf das Mahnmal Putlitzbrücke                                                                         | 29. Aug. 1992               | Berlin-Moabit                                    | Das Deportationsmahnmal wurde bei dem Anschlag schwer beschädigt und musste demontiert werden. Im März 1993 erfolgte die Wiederaufstellung. Die drei Täter aus rechtsextremistischem Umfeld gaben Hass auf Ausländer und Juden an und sahen sich durch die Ausschreitungen in Rostock-Lichtenhagen motiviert. |
| Brandanschlag auf die Jüdische Ausstellung in der KZ-Gedenkstätte Sachsenhausen                                           | 29. Sep. 1992               | Oranienburg                                      | Zwei der Täter wurden ermittelt und 1995 zu Haftstrafen verurteilt.Ralph Gabriel. Ingo Grastorf, Tanja Lakeit, Lisa Wandt, David Weyand: Futur Exakt - Jugendkultur in Oranienburg zwischen rechtsextremer Gewalt und demokratischem Engagement. In: Hajo Funke (Hrsg.): Schriftenreihe Politik und Kultur. Band 6. Verlag Hans Schiler, Berlin 2004, ISBN 3-89930-074-2, S. 57. |
| Misshandlung eines Holocaustüberlebenden mit Todesfolge                                                                   | 21. Nov. 1992               | Wülfrath                                         | In einem Seniorenheim wird der 92-jährige Holocaustüberlebende Alfred Salomon von einem anderen Bewohner der Einrichtung wegen seiner jüdischen Herkunft beschimpft und geschlagen. Der Angreifer ist ein ehemaliger Obersturmführer der Organisation Todt. Salomon erleidet infolge des Angriffs einen Herzinfarkt und stirbt. |
| Brandanschlag auf die Lübecker Synagoge (1)                                                                               | 25. März 1994               | Lübeck                                           | Vier Täter mit rechtsextremem Hintergrund warfen Molotowcocktails. Das Feuer wurde schnell entdeckt, so dass die fünf Menschen, die im Obergeschoss des Hauses schliefen, nicht in Lebensgefahr gerieten. Die Täter wurden gefasst und ein Jahr später zu Freiheitsstrafen zwischen zwei und vier Jahren verurteilt. |
| Brandanschlag auf die Lübecker Synagoge (2)                                                                               | 7. Mai 1995                 | Lübeck                                           | Zweiter Brandanschlag auf diese Synagoge. Ein angrenzendes Gebäude brannte aus, die Ermittlungen wurden im August 1997 eingestellt, da es keinen Hinweis auf die Täter gab. |
| Sprengstoffanschläge auf das Grab von Heinz Galinski                                                                      | Sep. 1998 und Dezember 1998 | Berlin-Charlottenburg                            | Mit zwei Sprengstoffanschlägen auf dem Jüdischen Friedhof Heerstraße wurde der Stein auf Galinskis Grab fast vollständig zerstört. Ob ein Zusammenhang mit Straftaten der terroristischen Gruppe Nationalsozialistischer Untergrund besteht, wird ermittelt. |
| Brandanschlag auf die Erfurter Neue Synagoge                                                                              | 20. Apr. 2000               | Erfurt                                           | Der Brand wurde von Anwohnern gelöscht. Zwei Täter mit rechtsradikalem Hintergrund wurden ein Jahr später zu Haftstrafen von ein bis zwei Jahren verurteilt. |
| Bombenanschlag am S-Bahnhof Wehrhahn                                                                                      | 27. Juli 2000               | Düsseldorf                                       | Ein Rohrbombenanschlag auf zehn russische Migranten mit mehrheitlich jüdischem Hintergrund. Eine Schwangere verlor ihr ungeborenes Kind. Der Anschlag wurde zunächst nicht aufgeklärt, 2015 wurden jedoch Beweisstücke auf verwertbare DNA-Spuren untersucht. Daraus ergaben sich neue Hinweise auf einen bereits damals verdächtigen Rechtsextremisten, der am 1. Februar 2017 unter dem Verdacht festgenommen wurde, den Anschlag verübt zu haben. |
| Schändung der jüdischen Friedhöfe in Rockenhausen und Dielkirchen                                                         | 6. August 2000              | Rockenhausen und Dielkirchen                     | 14 Grabsteine und Gräber auf den jüdischen Friedhöfen in Rockenhausen und Dielkirchen wurden mit Hakenkreuzen, SS-Runen und dem Wort „Judas“ mit beigem Lack besprüht. Tatverdächtige sind ein 22-Jähriger aus Otterberg (Kreis Kaiserslautern) und ein 19-Jähriger aus Münchweiler an der Alsenz im Donnersbergkreis. |
| Brandanschlag auf die Düsseldorfer Neue Synagoge                                                                          | 3. Okt. 2000                | Düsseldorf                                       | Zwei Jugendliche arabischer Herkunft warfen drei Molotowcocktails gegen das Gebäude. Sie wurden gefasst und zu Bewährungsstrafen verurteilt. |
| Steinwürfe auf die Essener Alte Synagoge                                                                                  | 7. Okt. 2000                | Essen                                            | Nach einer Demonstration von libanesischen Palästinensern bewarfen ca. 250 Randalierer die Alte Synagoge mit Steinen und verursachten Schäden von ca. 100.000 DM. 186 Randalierer wurden vorläufig festgenommen, gegen 3 wurde Haftbefehl erlassen. Ein vorbestrafter Haupttäter wurde zu 30 Monaten Haft verurteilt. |
| Ermordung des Rabbiners Abraham Grünbaum                                                                                  | 7. Juni 2001                | Zürich                                           | Ein Unbekannter erschoss 2001 den Rabbiner Abraham Grünbaum, der auf dem Weg zum Abendgebet in der Synagoge war. Trotz intensiver Ermittlungen blieb die Tat ungeklärt. |
| Schändung der Häftlingsbaracken in der KZ-Gedenkstätte Dachau                                                             | 15. September 2001          | Dachau                                           | Rück- und Seitenwände der beiden rekonstruierten Häftlingsbaracken wurden auf ganzer Länge mit zahlreichen antisemitischen, antiisraelische und antiamerikanischen Parolen beschmiert. Die bis heute unbekannten Täter waren wahrscheinlich die ganze Nacht in aller Ruhe am Werk, da es auf dem Gelände weder einen nächtlichen Wachdienst gab noch Alarmeinrichtungen vorhanden waren. |
| Anschlag auf den Jüdischen Friedhof Heerstraße                                                                            | 16. März 2002               | Berlin-Charlottenburg                            | Im Eingangsbereich des Friedhofs wurde eine Rohrbombe gezündet, die Fenster der Trauerhalle wurden bei der Explosion zerstört. |
| Brandanschlag auf die Synagoge Fraenkelufer                                                                               | 28. Apr. 2002               | Berlin-Kreuzberg                                 | Unbekannt gebliebene Täter warfen Molotowcocktails auf das Gebäude, Sicherheitskräfte konnten den Brandsatz löschen. Die Synagoge war bereits im Jahr 2000 Ziel von Steinwürfen. |
| Brandanschlag auf die Gedenkstätte Todesmarsch im Belower Wald                                                            | 4. Sep. 2002                | Wittstock/Dosse                                  | Bei dem Anschlag auf die Gedenkstätte zum Todesmarsch von KZ-Häftlingen brannte der Ausstellungsraum des Gebäudes nahezu aus, auf eine Erinnerungsstele wurden antisemitische Parolen gesprüht. Die Täter blieben unbekannt. |
| Versuchter Anschlag auf das Jüdische Zentrum München                                                                      | 9. Nov. 2003                | München                                          | Anlässlich der Grundsteinlegung eines neuen jüdischen Zentrums plante die neonazistische Vereinigung Kameradschaft Süd einen Bombenanschlag auf das Gelände. Die Polizei konnte dies im Vorwege vereiteln. |
| Schändung des Mahnmals Putlitzbrücke                                                                                      | Nov. 2003 und Dez. 2003     | Berlin-Moabit                                    | Insgesamt viermal wurde das Deportationsmahnmal im Jahr 2003 Ziel von Schmierereien und Zerstörungen. Es war bereits 1992 durch einen Sprengstoffanschlag zerstört und nach der Restaurierung 1993 neu aufgestellt worden. Auch in anderen Jahren ist es des Öfteren angegriffen worden. |
| Anschlag auf den Chabad-Kindergarten Or Avner                                                                             | 25. Feb. 2007               | Berlin-Charlottenburg                            | Von unbekannten Tätern wurde die Fassade der Kindertagesstätte mit antisemitischen Parolen beschmiert und eine Rauchbombe in das Gebäude geworfen. Da diese nicht zündete, blieb der Sachschaden verhältnismäßig gering. |
| Schändung des jüdischen Friedhofs in Freudental bei Stuttgart                                                             | 1. Oktober 2007             | Freudental                                       | 65 Grabsteine wurden umgeworfen, unwiederbringlich zerstört oder mit Hakenkreuzen und anderen Nazi-Symbolen beschmiert. Die Umfriedungsmauer wurde auf einer Länge von etwa drei Metern zum Einsturz gebracht. Die Täter beschädigten auch weitere Einrichtungen des Friedhofes durch Farbschmierereien oder Gewalteinwirkung. |
| Messerangriff auf einen jüdischen Mann                                                                                    | 12. Feb. 2008               | Zürich                                           | Im Zürcher Stadtkreis 3 wurde ein 60-jähriger Mann mit einem Messer angegriffen. Das als „Jude“ betitelte Opfer wurde leicht verletzt. |
| Schändung des jüdischen Friedhofs in Wetter bei Marburg                                                                   | 9. November 2008            | Wetter                                           | Die Täter warfen 25 Grabsteine um und rissen mehrere Meter des Friedhofszauns ein. |
| Misshandlung eines Schülers                                                                                               | 19. Juli 2009               | Gummersbach                                      | Zwei Männer verprügelten einen siebzehnjährigen Schüler aufgrund seiner jüdischen Herkunft und verletzten ihn schwer. Die Täter wurden ein Jahr später zu Haftstrafen von drei Jahren und vier Monaten bzw. zwei Jahren und vier Monaten verurteilt. |
| Brandanschlag auf das Haus der Demokratie                                                                                 | 23. Jan. 2010               | Zossen                                           | In dem von der Bürgerinitiative Zossen zeigt Gesicht betriebenen Haus wurde eine Ausstellung zum Thema Jüdisches Leben in Zossen gezeigt, das Gebäude brannte vollständig aus. Für die Tat wurde ein Anführer der Zossener Neonazi-Szene zu drei Jahren und acht Monaten Haft verurteilt. |
| Misshandlung eines Jugendlichen                                                                                           | 16. Apr. 2010               | Laucha an der Unstrut                            | Ein in Israel geborener Jugendlicher wurde von einem jungen Mann zusammengeschlagen und antisemitisch beschimpft. Der Täter mit rechtsextremem Hintergrund wurde zu acht Monaten Haft auf Bewährung verurteilt. Bei dem Opfer handelte es sich um den jüngeren Bruder des Künstlers Shahak Shapira, der am Silvesterabend 2014 in Berlin selbst Opfer eines antisemitischen Übergriffs wurde. |
| Brandanschlag auf die Wormser Synagoge                                                                                    | 17. Mai 2010                | Worms                                            | Unbekannte Täter legten an acht verschiedenen Stellen des Gebäudes Feuer. Dieses konnte schnell gelöscht werden, so dass kein größerer Schaden entstand. Es wurde ein Schriftstück hinterlassen mit der Erklärung: „Sobald ihr nicht den Palästinensern Ruhe gibt [sic!], geben wir euch keine Ruhe.“ |
| Steinwürfe auf eine jüdische Tanzgruppe                                                                                   | 24. Juni 2010               | Hannover                                         | Während eines Stadtteilfests warf eine Gruppe Jugendlicher mit arabischem Migrationshintergrund Steine auf eine Tanzgruppe der Liberalen Jüdischen Gemeinde und rief dabei „Juden raus“. Eine Tänzerin wurde leicht verletzt. |
| Brandanschlag auf die Totenhalle des Jüdischen Friedhofs                                                                  | 29. Aug. 2010               | Dresden                                          | Unbekannte Täter setzten die Tür der Begräbnishalle des Jüdischen Friedhofs in Brand. Die rechtzeitige Entdeckung konnte eine Ausbreitung des Feuers verhindern. |
| Schändung des in der Sanierung befindlichen künftigen Lern- und Gedenkorts Prager-Haus Apolda                             | 16. Sep. 2010               | Apolda                                           | Unbekannte Täter legten als Zeichen antisemitischer Verschmähung zweimal im Abstand von 14 Tagen Schweineköpfe vor der Haustür des künftigen jüdischen Gedenkorts ab. |
| Brandanschlag auf Mainzer Neue Synagoge                                                                                   | 30. Okt. 2010               | Mainz                                            | Unbekannte Täter warfen einen Brandsatz auf die Synagoge, der allerdings keinen Schaden anrichtete. Das Gotteshaus war erst wenige Wochen zuvor, am 3. September 2010, eingeweiht worden. |
| Brandanschlag auf das Wohnhaus eines Einwanderers                                                                         | 23. Jan. 2011               | Gosen                                            | Ein Bungalow, in dem ein vor Jahren aus Israel immigrierter bekennender Jude wohnte, wurde mit Brandbeschleuniger angezündet und mit antisemitischen Parolen beschmiert. Da das Feuer zwischenzeitlich erloschen war, brannte das Haus nicht aus. |
| Misshandlung eines Jugendlichen                                                                                           | 25. Aug. 2011               | Stuttgart                                        | Eine Gruppe von zehn Kindern und Jugendlichen verprügelte unter antisemitischen Beschimpfungen einen fünfzehnjährigen jüdischen Jugendlichen und verletzte ihn dabei schwer. |
| Friedhofsschändung und Körperverletzung                                                                                   | 19. Nov. 2011               | Oldenburg                                        | Sechs Grabsteine des jüdischen Friedhof in Oldenburg wurde von fünf maskierten Tätern mit Farbbeuteln beworfen. Ein zufällig vorbeikommender Polizist verfolgte die Täter und wurde dabei mit Pfefferspray verletzt. Im November 2012 wurde ein 21-Jähriger vom Jugendschöffengericht am Amtsgericht Oldenburg wegen Störung der Totenruhe und Körperverletzung zu einer Strafe von 2 Jahren Haft auf Bewährung verurteilt. |
| Misshandlung des Rabbiners Daniel Alter                                                                                   | 28. Aug. 2012               | Berlin-Schöneberg                                | Daniel Alter wurde von vier Jugendlichen auf der Straße als Jude angesprochen und verprügelt, er erlitt dabei einen Jochbeinbruch. Die Täter konnten bislang nicht ermittelt werden. Rabbiner Alter war während der Tat in Begleitung seiner siebenjährigen Tochter, die ebenfalls bedroht wurde. |
| Beleidigung des Generalsekretärs des Zentralrats der Juden in Deutschland Stephan J. Kramer                               | 27. Sep. 2012               | Berlin                                           | Kramer wurde nach dem Besuch einer Synagoge mit seinen Kindern auf der Straße angesprochen und aufgefordert, dahin zurückzugehen, wo er „herkomme“. Außerdem wurde ihm körperliche Gewalt angedroht. |
| Schändung eines Gedenksteines, der an die ehemalige Synagoge in Waren erinnert                                            | 11. Okt. 2012               | Waren                                            | Unbekannte beschmierten in der Nacht zum 11. Oktober einen Gedenkstein, der an die Synagoge in Waren erinnert. |
| Misshandlung einer Transperson                                                                                            | 13. März 2013               | Berlin-Schöneberg                                | Zwei Arabisch sprechende Jugendliche schubsten eine Transfrau aus Litauen, nachdem sie gehört hatten, wie sie in hebräischer Sprache betete, sodass diese stürzte und dabei ihre Tasche fallen ließ. Außerdem stahlen sie ihren Ausweis, die Tasche sowie Geld. Die Frau wurde leicht verletzt. |
| Misshandlung eines Discobesuchers                                                                                         | 26. Mai 2013                | Berlin-Mitte                                     | Drei Unbekannte beleidigten einen Mann in einer Disco und schlugen auf ihn ein, weil er ein pro-israelisches T-Shirt trug und sich als Jude zu erkennen gab. Der Mann wurde leicht verletzt. Die Täter flohen, bevor die Polizei eintreffen konnte. |
| Misshandlung des Rabbiners Menachem Mendel Gurewitz                                                                       | 2. Juni 2013                | Offenbach am Main                                | In einem Offenbacher Einkaufszentrum beleidigte und bedrängte eine Gruppe von sechs bis zehn Jugendlichen im Alter von 15 bis 16 Jahren den Rabbiner Menachem Mendel Gurewitz. |
| Zerstörung der Tür eines Gemeindezentrums                                                                                 | 9. Nov. 2013                | Pinneberg                                        | In der Nacht vom 9. zum 10. November 2013, dem 75. Jahrestag der Novemberpogrome 1938, zerstörten Unbekannte eine Glasscheibe der Eingangstür des jüdischen Gemeindezentrums in Pinneberg. |
| Friedhofsschändung | 24. Nov. 2013               | Oldenburg                                        | Acht Gräber und die Trauerkapelle des jüdischen Friedhof in Oldenburg wurden in der Nacht vom 23. zum 24. November 2013 mit verfassungswidrigen Symbolen und dem Wort „Jude“ beschmiert. |
| Bedrohungen und Flaggenverbrennungen                                                                                      | Nach dem 8. Juli 2014       | Zahlreiche Städte                                | Auf Protestdemonstrationen in deutschen Großstädten anlässlich der Operation Protective Edge wurden judenfeindliche Parolen gerufen, so auf der Frankfurter Zeil, im Stadtzentrum von Gelsenkirchen und vor dem Brandenburger Tor in Berlin. Dabei wurde teilweise für die verbotene Organisation Hamas geworben. In Berlin wurde während einer Demonstration ein israelisches Ehepaar bedroht. In Essen kesselten ca. 200 pro-Gaza-Aktivisten ca. 100 pro-Israel-Demonstranten ein. In Göttingen wurden israelische Fahnen verbrannt. |
| Brandanschlag auf die Wuppertaler Synagoge                                                                                | 29. Juli 2014               | Wuppertal                                        | Drei Palästinenser warfen Brandsätze gegen den Eingang der Bergischen Synagoge. Im Februar 2015 verurteilte das Amtsgericht Wuppertal die beiden volljährigen Täter zu jeweils einem Jahr und drei Monaten Bewährungshaft sowie 200 Stunden gemeinnütziger Arbeit. Im Berufungsverfahren verurteilte das Landgericht Wuppertal die beiden im Januar 2016 zu 2 Jahren bzw. einem Jahr und elf Monaten Haft auf Bewährung. |
| Anschlag auf die Wohnung einer Frankfurter Jüdin                                                                          | 31. Juli 2014               | Frankfurt am Main                                | Unbekannte warfen in der Nacht eine volle Bierflasche in das Badezimmerfenster der bekannten Frankfurter Jüdin Elishewa Patterson. Patterson, die sich in der Vergangenheit immer wieder öffentlich gegen Antisemitismus positionierte, wurde von den Angreifern zugerufen: „Judenschwein“. Die Fensterscheibe wurde durch den Wurf stark beschädigt und musste ausgetauscht werden. |
| Diebstahl des Eingangstors zum ehemaligen KZ Dachau                                                                       | 2. November 2014            | Dachau                                           | Sicherheitskräfte hatten das Fehlen der Tür entdeckt. Die Täter waren mit hoher krimineller Energie vorgegangen. Die Tür war nach einer Rekonstruktion der Inschrift 1965 eigens mit Widerhaken gesichert worden. Bereits vor etwa fünf Jahren hatten polnische Diebe im Auftrag schwedischer Neonazis aus der Gedenkstätte Auschwitz ebenfalls den Schriftzug „Arbeit macht frei“ gestohlen. Im Dezember 2016 wurde das Tor nach einem anonymen Hinweis auf dem Parkplatz einer Raststätte in Norwegen wiedergefunden. |
| Misshandlung von Shahak Shapira                                                                                           | 31. Dez. 2014               | Berlin                                           | Der Schriftsteller und Comedian Shahak Shapira bat in der U-Bahn sieben junge Männer arabischer Herkunft, damit aufzuhören, antisemitische Parolen zu singen, und wurde daraufhin von ihnen verprügelt. In dem vollbesetzten Waggon schritt niemand dagegen ein. |
| Friedhofsschändung | 2. Feb. 2015                | Oldenburg                                        | Symbole verfassungswidriger Organisationen wurden an Säulen im Eingangsbereich des jüdischen Friedhof in Oldenburg sowie an eine Mauer und zwei Pkw in der Nähe geschmiert. |
| Misshandlung und Beleidigung                                                                                              | 4. Juli 2015                | Zürich                                           | Eine Gruppe von etwa 20 Neonazis bedrohte und bespuckte einen jüdischen Mann. Einer der Täter wurde vom Zürcher Obergericht verurteilt. |
| Synagoge mit Luftgewehr beschossen                                                                                        | 09. November 2015           | Münster (Westf.)                                 | Unbekannter schießt mit Luftgewehr auf ein Fenster der Syangoge-Münster. |
| Versuchter Totschlag | 1. Jan. 2016                | Nürnberg                                         | In einer U-Bahn-Station stieß ein Mann einen anderen ins Gleisbett und hinderte ihn durch Tritte gegen Kopf und Finger daran, wieder zum Bahnsteig hinaufzusteigen. Durch Eingreifen des VAG-Personals konnte das Opfer leicht verletzt gerettet werden. Der Täter erklärte bei seiner Festnahme: „Ich habe das gemacht, weil er ein Jude ist. Das nächste Mal mache ich es richtig“ und „Ich hasse alle Juden.“ Der Täter wurde im September 2016 zu einer Freiheitsstrafe von fünf Jahren verurteilt. Das antisemitische Motiv wurde in der Pressearbeit der Polizei und im Urteil verschwiegen. |
| Schändung von Stolpersteinen                                                                                              | 9. Nov. 2017                | Apolda                                           | Nach einem Gedenkweg zu den in der Stadt verlegten Stolpersteinen wurden etliche von ihnen mit SS-Runen geschändet. |
| Körperverletzung, Volksverhetzung                                                                                         | 17. Apr. 2018               | Berlin                                           | Im Berliner Bezirk Prenzlauer Berg wurde ein Kippa tragender, 21-jähriger Israeli von einem 19-jährigen Syrer mit einem Gürtel attackiert und beschimpft. Der Angreifer wurde zu vier Wochen Jugendarrest verurteilt. |
| Betrunkener mit Messer beschimpfte drei orthodoxe Juden aggressiv                                                         | 7. Juli 2018                | Zürich                                           | Ein betrunkener Deutscher verfolgte im Zürcher Stadtkreis 3 drei orthodoxe Juden mit einem Messer und schrie antisemitische Parolen. Er hielt Abstand zu den Beschimpften. |
| Antisemitischer Angriff auf syrischen Juden                                                                               | 7. Juli 2018                | Berlin                                           | Ein syrischer Jude wurde im James-Simon-Park in Berlin-Mitte von einer Gruppe beleidigt, verprügelt und am Kopf verletzt. In der Nähe des Tatorts nahm die Polizei drei 15 bis 21 Jahre alte Frauen sowie sieben Männer im Alter von 17 bis 25 Jahren fest. Sechs davon waren Syrer, drei Deutsche und ein Mann ungeklärter Nationalität. Der Staatsschutz ermittelt. |
| Körperverletzung, Volksverhetzung, Beleidigung                                                                            | 11. Juli 2018               | Bonn                                             | Yitzhak Melamed wurde im Park vor der Universität Bonn von einem 20-jährigen Deutschen palästinensischer Herkunft dreimal die Kippa vom Kopf geschlagen. Die herbeigerufene Polizei verwechselte den Täter mit dem Opfer und fixierte Melamed mit körperlichem Einsatz. Der Täter wurde vorübergehend in eine psychiatrische Klinik gebracht und dann frei gelassen. |
| Angriff gegen ein koscheres Restaurant bei fremdenfeindlichen Ausschreitungen                                             | 27. Aug. 2018               | Chemnitz                                         | Am Abend des zweiten Tages der fremdenfeindlichen Ausschreitungen in Chemnitz 2018 wurden aus einer Gruppe von 10 bis 12 teils vermummten Unbekannten Steine, Flaschen und Gegenstände in Richtung eines koscheren Restaurants geworfen. Der Besitzer wurde beleidigt und leicht verletzt. |
| Angriff auf einen 20-Jährigen                                                                                             | 7. September 2018           | Frankfurt am Main                                | Ein 20-Jähriger wurde in der Nähe der Hauptwache von zwei Männern angegriffen. Zum Angriff kam es, nachdem ein zunächst freundliches Gespräch nach einem Clubbesuch in der Frage an den 20-Jährigen mündete, welcher Landsmann er sei, und der Mann sich als „halber Israeli“ zu erkennen gab und auch bejahte, Jude zu sein. |
| Beschädigung einer jüdischen Genossenschafts-Metzgerei                                                                    | 20. Oktober 2018            | Basel                                            | Unbekannte Täter schlugen die Tür der Metzgerei mit einem Stein ein. Die Serie von Attacken begann bereits in der Nacht auf den 16. September 2018. Es wurden zwei hebräische Buchstaben von der Außenbeschriftung weggerissen. In der Nacht auf den 25. September 2018 wurde dann das J vom Schriftzug „Jüdische“ entfernt sowie die Tür beschädigt. |
| NSU-2.0-Drohmail gegen Zentralratspräsident Josef Schuster und Zentralrat der Juden in Deutschland                        | Anfang 2019                 | Würzburg/Berlin                                  | Der Präsident des Zentralrats der Juden in Deutschland, Josef Schuster erhielt eine Drohmail der rechtsextremen Gruppierung „NSU 2.0“. Auch der Zentralrat selbst erhielt 2019 mehrere Mails mit diesem Absender. |
| Beleidigung und Körperverletzung                                                                                          | 23. Jan. 2019               | Langen                                           | Ein jüdischer Mann wird am Langener Bahnhof von einem 26-Jährigen antisemitisch beleidigt und zu Boden gestoßen. Als ein Zeuge einschreiten will, flieht der Angreifer. Der Zeuge nimmt die Verfolgung auf, trifft auf einen Freund des Angreifers und bekommt dabei einen Schlag von hinten auf den Kopf. Er wird schwer verletzt. |
| Beleidigung und Bespucken eines Rabbiners                                                                                 | 30. Juli 2019               | Berlin                                           | Der Rabbiner der Jüdischen Gemeinde Berlin Yehuda Teichtal wurde nach dem Besuch eines Gottesdienstes von zwei Männern auf Arabisch beschimpft und bespuckt. |
| Beleidigung und Bespucken eines Rabbiners und seiner Familie                                                              | 3. Aug. 2019                | München                                          | Ein 53-jähriger Rabbiner und seine beiden 19-jährigen Söhne wurden nach dem Besuch der Synagoge von einem Mann als „Scheiß Juden“ beleidigt. Eine hinzukommende Frau beleidigte einen der beiden 19-jährigen ebenfalls als „Scheiß Jude“ und spuckte ihm laut Polizeiangaben ins Gesicht. |
| Körperverletzung | 9. Sep. 2019                | Berlin                                           | Gegen 5 Uhr morgens unterhielten sich vier Touristen aus Israel vor einer Berliner Diskothek auf Hebräisch. Ein Mann, der das Gespräch mitanhörte, ging auf einen von ihnen zu und schlug ihm ins Gesicht. Anschließend flüchtete er. Die Touristen beschrieben den Täter als „arabisch aussehend“ und Arabisch sprechend. |
| Körperverletzung | 2. Okt. 2019                | Massing                                          | Eine 27-jährige Frau wurde von einem Mann mit einem Stein beworfen, nachdem sie sich als Israelin zu erkennen gegeben hatte. Der Mann rief auf Arabisch „Jude“, nachdem die Frau ihren Söhnen etwas auf Hebräisch zugerufen hatte. Sie wurde leicht am Kopf verletzt, der Angreifer konnte flüchten. |
| Hausfriedensbruch Neue Synagoge                                                                                           | 4. Okt. 2019                | Berlin                                           | Am frühen Abend des 4. Oktobers überstieg ein Mann syrischer Herkunft mit einem Messer bewaffnet den Sicherheitszaun der Neuen Synagoge und lief auf die Objektschützer zu. Zeugen zufolge soll er „Allahu Akbar“ und „Fuck Israel“ gemurmelt haben. Er konnte von der Polizei überwältigt und festgenommen werden und wurde später in die Psychiatrie eingewiesen. |
| Anschlag auf die Synagoge in Halle, Versuch eines Massenmordes an Juden an Jom Kippur                                     | 9. Okt. 2019                | Halle (Saale)                                    | Am jüdischen Feiertag Jom Kippur versuchte der Angreifer Stephan Balliet gewaltsam in die Synagoge in Halle einzudringen, um dort versammelte Personen zu töten. Nachdem ihm dies auch mit Waffengewalt nicht gelungen war, erschoss er vor dem Gebäude eine Passantin und kurz darauf den Gast eines Döner-Imbisses. Auf seiner Flucht verletzte er zwei Personen durch Schüsse und wurde schließlich von zwei Streifenbeamten festgenommen. Datum, Ziel und die antisemitischen Motive der Tat hatte er zuvor im Internet bekanntgegeben. Die Tat übertrug er per Helmkamera als Live-Streaming. |
| Körperverletzung | 28. Okt. 2019               | Berlin                                           | Ein 70-jähriger Spaziergänger wurde in Berlin-Weißensee von einem Mann antisemitisch beleidigt. Nachdem er sich verbal zur Wehr gesetzt hatte, wurde er vom Täter durch Schläge am Kopf und Kinn verletzt. Eine Passantin sorgte dafür, dass der Angreifer flüchtete. |
| Körperverletzung | 18. Nov. 2019               | Berlin                                           | Ein 76-jähriger Mann wurde in Berlin wurde in Berlin-Pankow von vier Jugendlichen antisemitisch beleidigt und ihm wird ins Gesicht geschlagen, sodass er zu Boden fällt, wo weiter auf ihn eingeschlagen wird. |
| Angriff gegen ein israelisches Restaurant                                                                                 | 20. Nov. 2019               | München                                          | Unbekannte haben Fenster des jüdischen Restaurants „Nana“ in Haidhausen, in der Nähe des Rosenheimer Platzes, eingeschlagen. Auch ein Teil der Beleuchtung ist dabei zerbrochen. |
| Sprengsatz vor KZ-Gedenkstätte                                                                                            | 19. Jan. 2020               | Mittelbau-Dora                                   | Vor dem Eingang der KZ-Gedenkstätte Mittelbau-Dora in Thüringen wird in einem abgelegenen Paket ein zündfähiger Sprengsatz gefunden. |
| Beleidigung und Beschimpfung                                                                                              | 20. Mai 2020                | München                                          | Ein Jugendtrainer des jüdischen Sportvereins TSV Maccabi München wurde beim Spaziergang im Englischen Garten von einem Radfahrer massiv antisemitisch beleidigt mit den Worten „Ihr jüdischen Schweine seid schuld! Ihr Juden habt das mit dem Corona gemacht!“ Der Jugendtrainer trug zum Zeitpunkt des Vorfalls eine Trainingsjacke des TSV Maccabi, auf deren Vorder- und Rückseite der Davidstern aufgedruckt war. |
| Hassmail an den Vorsitzenden eines jüdischen Verbandes                                                                    | 1. Juni 2020                | München                                          | An den Vorsitzenden des Verbandes jüdischer Studenten in Bayern Michael Movchin wurde eine antisemitische Hassnachricht verschickt und diesem dabei der Tod gewünscht. |
| Beleidigung und Bedrängen eines Rabbiners                                                                                 | 9. Juli 2020                | München                                          | Der Gemeinderabbiner der Israelitischen Kultusgemeinde München und Oberbayern wurde in der Innenstadt auf offener Straße von vier untereinander Arabisch sprechenden jungen Männern verfolgt und antisemitisch beleidigt. Dabei äußerten sich die Täter auch abfällig über den Staat Israel. Zeugen der Aktion intervenierten weder durch Wort noch Tat. |
| Brandanschlag auf Bar eines jüdischen Besitzers                                                                           | 14. Aug. 2020               | Berlin                                           | Beim vierten Anschlag innerhalb weniger Jahre auf die Kiezkneipe eines jüdischen Besitzers brannte das Lokal völlig aus. Die Gaststätte befand sich im Erdgeschoss eines Wohnhauses. Vorausgegangen waren jahrelang antisemitische Drohungen, Provokationen und Schmiereiereien. |
| Angriff auf Gemeindepräsidenten, eingeworfene Fenster und propalästinensischen Schmierereien an Synagoge und Gemeindehaus | 22. Aug. 2020               | Graz                                             | Der Präsident der Jüdischen Gemeinde Graz, Elie Rosen, wurde vor dem jüdischen Gemeindehaus von einem Unbekannten mit einem Stuhlbein attackiert und konnte sich in letzter Sekunde in sein Auto flüchten. Einige Tage zuvor war die Ostmauer der Synagoge sowie das jüdische Gemeindehaus großflächig mit propalästinensischen Parolen beschmiert und mehrere Fensterscheiben eingeworfen worden. Der Täter wurde einen Tag später festgenommen, gestand die Straftaten und gab abgrundtiefen Hass auf Israel und Juden als Motiv dieser Tat an. |
| Gürtel-Attacke auf Gast mit jüdischen Vorfahren                                                                           | 28. Aug. 2020               | Heidelberg                                       | Im Verbindungshaus der pflichtschlagenden Burschenschaft Normannia zu Heidelberg wurde ein Gast von der Alten Leipziger Landsmannschaft Afrania von acht anwesenden Burschenschaftern tätlich angegriffen und mit Gürteln geschlagen, nachdem er offenbart hatte, jüdische Vorfahren zu haben. Der Staatsschutz nahm Ermittlungen auf. Einen Tag nach einer Hausdurchsuchung in der Villa der Normannia gab diese die Auflösung ihrer Aktivitas bekannt. |
| Klappspaten-Attacke auf einen jüdischen Besucher der Eimsbütteler Synagoge                                                | 4. Okt. 2020                | Hamburg                                          | Während des Laubhüttenfests wurde ein 26-jähriger Student, der eine Kippa trug, vor der Synagoge Hohe Weide von einem deutsch-kasachischen Mann von hinten mit einem Klappspaten angegriffen und schwer am Kopf verletzt. Der 29-jährige Täter konnte von Polizeikräften überwältigt und festgenommen werden. Bei ihm wurde ein Zettel mit einem handgemalten Hakenkreuz gefunden. Der Beschuldigte ist auf richterliche Anordnung in einer psychiatrischen Klinik untergebracht. |
| Ausstellungsfiguren jüdischer Sportler zerstört                                                                           | 9./10. November 2020        | Bochum                                           | Unbekannte zerstörten bei der Ausstellung „Zwischen Erfolg und Verfolgung - Jüdische Stars im deutschen Sport bis 1933 und danach“ die lebensgroßen Plexiglasfiguren der Leichtathletin Lilli Hennoch und der Turnolympiasieger Alfred und Gustav Felix Flatow. In der Woche zuvor wurde die Figur von Walther Bensemann beschädigt und die Stele der Brüder Flatow mit antisemitischen Parolen beschmiert. |
| Mehrere Steinwürfe auf Synagoge                                                                                           | 14. und 20. Nov. 2020       | Essen                                            | Ein Täter hat eine mehrere Kilo schwere Steinplatte auf die Neue Synagoge in Essen geworfen, dabei wurden zwei Scheiben beschädigt. Bereits Tage zuvor sei ein Betonblock auf ein Fenster der Essener Kultusgemeinde geworfen worden. |
| Schändung des jüdischen Friedhofs                                                                                         | 18. November 2020           | Haren                                            | Unbekannte ritzten Hakenkreuze in mehrere Grabsteine. Der oder die Täter waren offenbar mehrmals auf dem Friedhof gewesen, um Grabsteine zu schänden. Nach Polizeiaussagen können manche Schäden schon vor mehreren Monaten entstanden sein. Der Staatsschutz ermittelt. |
| Tätlicher Angriff auf einen Rabbiner                                                                                      | 26. Nov. 2020               | Wien                                             | Eine Angreiferin bedrohte einen Rabbiner mit einem Messer, riss ihm die Kippa vom Kopf und schrie: „Schlachtet alle Juden ab!“ Die Tat löste unter anderem bei Bundespräsident Alexander Van der Bellen, Bundeskanzler Sebastian Kurz und Innenminister Karl Nehammer weitreichende Empörung aus. |
| Schändung der jüdischen Gedenkstele                                                                                       | 24. Dezember 2020           | Stralsund                                        | Unbekannte beschmierten die jüdische Gedenkstele mit einem nicht bestimmbaren schwarzen Schriftzeichen. |
| Verbaler Angriff auf einen Rabbiner                                                                                       | 1. Jan. 2021                | Offenbach am Main                                | Am Abend des Neujahrstages wurden dem Chabad-Rabbiner Mendel Gurewitz von einem Mann antisemitische Beleidigungen entgegengeschrien, nachdem er in Begleitung seiner Kinder die Synagoge verlassen hatte. Zeugen alarmierten die Polizei, die kurz darauf einen 46-jährigen Wohnsitzlosen als Tatverdächtigen festnehmen konnte. |
| Schändung von Stolpersteinen                                                                                              | Januar 2021                 | Rheinsberg                                       | An der Uferpromenade wurden vier Stolpersteine (gelegt im Oktober 2020) der Familie Hoffmann mit einem Hakenkreuz übersprüht. |
| Synagogenschändung | Januar/Februar 2021         | Biel, Lausanne, Genf                             | In die Tür der Synagoge in Biel im Kanton Bern wurde ein Hakenkreuz sowie die Parolen „Sieg Heil“ und „Juden Pack“ eingeritzt. Die Westschweiz war in jüngster Zeit mehrfach Schauplatz von antisemitischen Akten. Ende Januar war vor der Synagoge in Lausanne eine Packung Speck und ein ausgestopftes Schwein deponiert worden. Anfang Februar wollte eine Frau die Türen der Synagoge von Genf mit Schweinetranchen verschmieren. |
| Schmierereien und Schriftzüge an mehreren Stelen und Informationstafeln                                                   | 8. März 2021                | Jamlitz-Lieberose                                | Schmierereien und Schriftzüge wurden an mehreren Stelen und Informationstafeln der Gedenkstätte am ehemalige KZ-Außenlager aufgebracht. Zudem wurden weitere Schriftzüge an einer nahegelegenen Bushaltestelle festgestellt. Gegen die drei Tatverdächtigen, zwei Männer im Alter von jeweils 20 Jahren und einer Frau im Alter von 18 Jahren, wurden Ermittlungsverfahren eingeleitet. |
| Angriff auf Synagoge, Verbrennen israelischer Flaggen, Rufen antisemitischer Parolen                                      | Mai 2021                    | Bonn, Münster, Gelsenkirchen                     | In Bonn und Münster wurden vor den Synagogen Flaggen Israels verbrannt, in Bonn zusätzlich der Eingangsbereich der Synagoge mit Steinen beschädigt. Die Polizei nahm 13 Personen in Münster fest, drei in Bonn. Der Staatsschutz ermittelt. Es wird von einem Zusammenhang mit der Eskalation der Gewalt im Nahen Osten ausgegangen. Verschiedene deutsche Politiker, der Antisemitismusbeauftragte der Bundesregierung Felix Klein, der Vorsitzende der Deutschen Bischofskonferenz Georg Bätzing sowie der Präsident des Zentralrates der Juden in Deutschland Josef Schuster verurteilten die Angriffe und sprachen von Akten des Antisemitismus und von „schreckliche[r] Menschenverachtung“. Israel habe das Recht auf Selbstverteidigung, die Sicherheit von Synagogen sei zu gewährleisten und es sei nicht akzeptabel, wenn Menschen jüdischen Glaubens in Deutschland für Ereignisse im Nahen Osten verantwortlich gemacht würden. Vor einer Synagoge in Gelsenkirchen versammelten sich 180 Menschen und riefen in Sprechchören judenfeindliche Parolen, wie in einem Video zu sehen war. Trotz der Parolen, die einen Straftatbestand erfüllen, und teilweise missachteter Corona-Auflagen wurde die nicht angemeldete Versammlung erst nach zwei Stunden von der Polizei aufgelöst. Gegen mehrere Teilnehmer laufen Ermittlungen wegen Volksverhetzung. |
| Schändung eines jüdischen Friedhofes                                                                                      | Mai 2021                    | Heusenstamm                                      | Zwölf Grabsteine auf dem jüdischen Friedhof wurden mit Hakenkreuzen, Judenstern, Schmähungen und Genitalsymbolen beschmiert. |
| Tätlicher Angriff auf vermeintlichen Juden                                                                                | 15. Mai 2021                | München                                          | Auf der Außenterrasse eines Wirtshauses neben dem Dom griff ein 44-Jähriger einen Berliner, den er fälschlicherweise für jüdisch hielt, tätlich an, fügte ihm eine Platzwunde im Gesicht zu und rief dabei „laut und deutlich eine Beleidigung mit antisemitischem Inhalt“. Das Opfer konnte zusammen mit einem Begleiter den Täter an der Flucht hindern. Der Staatsschutz ermittelt wegen Volksverhetzung, Körperverletzung und Beleidigung. |
| Faustschlag gegen Kippaträger                                                                                             | 22. Mai 2021                | Berlin                                           | Drei Männer griffen einen durch seine Kippa erkenntlichen Juden in Berlin-Schöneberg tätlich an und beleidigten ihn antisemitisch. Ein Faustschlag in das Gesicht schleuderte das Opfer dabei gegen eine Schaufensterscheibe. Es musste verletzt ins Krankenhaus gebracht werden, konnte aber noch Anzeige bei der Polizei erstatten. Der Staatsschutz ermittelt. |
| Schaufenster eingeschlagen                                                                                                | 31. Mai 2021                | Hof (Saale)                                      | Das Schaufenster eines jüdischen Geschäfts in der Hofer Innenstadt wurde eingeschlagen, wobei rund 1500 Euro Sachschaden entstand. Die Kriminalpolizei hat anhand von Spuren zwei Syrer palästinensischer Abstammung als Tatverdächtige ermittelt. Einer der beiden gestand antisemitische Motive. |
| Brandanschlag auf Synagoge                                                                                                | 5. Juni 2021                | Ulm                                              | Auf die neue Synagoge der Jüdischen Gemeinde Ulm verübte ein Unbekannter am Schabbatmorgen einen Brandanschlag. Zeugen verständigten Polizei und Feuerwehr, so dass der Brand schnell gelöscht werden konnte und nur geringer Sachschaden entstand. Der Staatsschutz ermittelt. |
| Kippaträger beraubt und schwer verletzt                                                                                   | 20. Aug. 2021               | Köln                                             | Aus einer zehnköpfigen Gruppe junger Männer heraus wurde ein durch seine Kippa erkenntlicher 18-jähriger Jude zunächst antisemitisch beleidigt und dann zusammengeschlagen, wobei ihm auch seine Kippa geraubt wurde. Das Opfer kam mit einem Nasen- und Jochbeinbruch schwerverletzt ins Krankenhaus. Zwei Heranwachsende konnten anhand von Videoaufnahmen erkannt werden und wurden festgenommen. Sie wurden zwar am Folgetag wieder freigelassen, gelten jedoch als tatverdächtig. Der Staatsschutz ermittelt. |
| Mahnmal für die Kindertransporte geschändet                                                                               | 1. Sep. 2021                | Berlin                                           | Unbekannte übergossen am Bahnhof Friedrichstraße das Bronzemonument zur Erinnerung an Kindertransporte in der NS-Zeit mit einer öligen Flüssigkeit. Gegen 19 Uhr alarmierte die Kuratorin der fast lebensgroß gestalteten Kindergruppe die Polizei. Der Staatsschutz ermittelt. |
| Geplanter Sprengstoffanschlag auf die Jüdische Gemeinde Hagen                                                             | 16. Sep. 2021               | Hagen                                            | Die Polizei in Nordrhein-Westfalen hatte von einem ausländischen Nachrichtendienst einen konkreten Hinweis erhalten, dass es an Jom Kippur zu einem Sprengstoffanschlag auf die Synagoge in Hagen kommen könne. Ein 16-jähriger Syrer wurde vorläufig festgenommen. Das NRW-Innenministerium sprach von einer „islamistisch motivierten“ Bedrohung. Die Zentralstelle Terrorismusverfolgung bei der Generalstaatsanwaltschaft Düsseldorf ermittelt wegen des Verdachts der Vorbereitung einer schweren staatsgefährdenden Gewalttat. |
| Jüdischer Teilnehmer einer Mahnwache gegen Antisemitismus schwer verletzt                                                 | 18. Sep. 2021               | Hamburg                                          | Ein 60-jähriger jüdischer Teilnehmer einer Mahnwache gegen Antisemitismus und für Israel wurde aus einer Gruppe von drei oder vier jüngeren Männern angegriffen und erlitt dabei einen Nasen- und Jochbeinbruch sowie eine Verletzung der Netzhaut. Die Gruppe habe „Free Palestine“ und „Scheiss Juden“ gerufen. |
| Fans israelischer Fußballmannschaft bedroht und angegriffen                                                               | 1. Okt. 2021                | Berlin                                           | Während eines Spiels der UEFA Europa Conference League zwischen Union Berlin und Maccabi Haifa im Olympiastadion Berlin wurden Fans der israelischen Mannschaft mit Bier beworfen und als „scheiß Juden“ beschimpft. Es wurde auch „Sieg Heil“ gerufen und versucht, eine israelische Fahne anzuzünden. Zivilpolizei konnte diesen Versuch vereiteln. Der Staatsschutz ermittelt und wird dabei von Union-Fans und vom Verein unterstützt. |
| Reizgasattacke auf jüdischen Israeli                                                                                      | 8. Okt. 2021                | Berlin                                           | Ein 29-jähriger Israeli wurde vor dem S-Bahnhof Nöldnerplatz als Jude erkannt, auf seine Religion angesprochen, mit Reizgas ins Gesicht besprüht und zu Boden gestoßen. Der Staatsschutz ermittelt. |
| Hakenkreuzschmiererei an einem von Israelis bewohnten Haus                                                                | 9. Nov. 2021                | Berlin                                           | An einem Gebäude der Hufeisensiedlung, in dem auch ein deutsch-israelisches Paar wohnt, wurde am Jahrestag der Reichspogromnacht ein Hakenkreuz an die Wand gemalt. Bereits einige Wochen zuvor kam es im Garten des Hauses zu einer Reizgasattacke. Im Mai darauf wurde vor dem Haus ein Auto angezündet. Die Taten stehen im Zusammenhang mit einer Serie rechtsextremistischer Gewalttaten in Neukölln, die bereits 2010 begann und nun Gegenstand eines Untersuchungsausschusses ist. |
| Beschädigung der Infostele des Mahnmals für die Synagoge und die Spandauer Holocaust-Opfer                                | 5. Januar 2022              | Berlin-Spandau                                   | Durch Steinwürfe oder Hammerschläge wurden die Scheiben der Infostele des Mahnmals für die zerstörte Spandauer Synagoge und die Spandauer Holocaust-Opfer schwer beschädigt. |
| Schändung eines jüdischen Friedhofs                                                                                       | 23. Mai 2022                | Hamburg                                          | Am Jüdischen Friedhof Altona wurde ein NS-Symbol auf die Mauer gesprüht. Der Staatsschutz ermittelt. |
| Schändung jüdischer Gräber                                                                                                | 24. Mai 2022                | Köthen                                           | Am städtischen Friedhof von Köthen wurden 16 sehr alte jüdische Grabsteine umgeworfen. Der eigentliche Tatzeitpunkt war wohl bereits Anfang oder Mitte Mai. Der Staatsschutz ermittelt. |
| Umsägen von sieben Gedenkbäumen auf dem Ettersberg bei Weimar nahe der Gedenkstätte für das KZ Buchenwald                 | 19. Juli 2022               | Weimar-Buchenwald                                | Unbekannte sägten sieben Erinnerungsbäume ab. Einer der Bäume war den 1.600 Kindern und Jugendlichen gewidmet, die ihre Haft und das KZ Buchenwald nicht überlebt hatten. Die anderen sechs galten einzelnen Häftlingen, die die Stiftung namentlich aufführt. Sie wurden ermordet, weil sie Kommunisten waren. Die zerstörten Bäume gehörten zum Projekt „1000 Buchen“ der Lebenshilfe Weimarer Land. Auch ein Wegweiser in der Gedenkstätte wurde beschädigt, indem der Hinweis zu den Aschegräbern zerkratzt wurde. |
| Schändung der KZ-Gedenkstätte „Mühldorfer Hart“                                                                           | 22. August 2022             | Waldkraiburg                                     | Mindestens zwei Täter beschmierten Gedenktafeln und Ausstellungsgegenstände mit Nazi-Symbolen. |
| Schändung des jüdischen Friedhofs                                                                                         | September 2022              | Heiligenstadt                                    | Fünf Grabsteine wurden umgestoßen und Wegweiser aus der Verankerung gerissen. Tatverdächtig ist ein 13-Jähriger aus dem Kreis Bamberg. |
| Tätlicher Angriff auf einen Rabbiner                                                                                      | 13. Sep. 2022               | Berlin                                           | Am U-Bahnhof Westphalweg wurde der Brandenburger Landesrabbiner Ariel Kirzon von einem Unbekannten tätlich angegriffen und als „Schrecklicher Scheißjude“ beschimpft. Der Staatsschutz ermittelt. |
| Angriff auf jüdische Besucher der Erinnerungsstätte an der Frankfurter Großmarkthalle                                     | 29. Juni 2023               | Frankfurt am Main                                | Eine Gruppe Jugendlicher schüchterte Besucher der Erinnerungsstätte an der Frankfurter Großmarkthalle zunächst verbal ein. Dann warf einer der Jugendlichen eine Flasche auf eine Besucherin, die diese nur knapp verfehlte, und rief dabei „Allahu akbar“. |
| Angriff auf israelischen Touristen in Berlin-Kreuzberg                                                                    | 5. Aug. 2023                | Berlin-Kreuzberg                                 | Am Sonnabend des 5. August 2023 wurde ein 19-jähriger israelischer Tourist in Berlin-Kreuzberg gegen 22.15 Uhr von drei bislang nicht identifizierten Männern zusammengeschlagen. Nach Angaben des Opfers seien die Täter mutmaßlich arabischer Abstammung gewesen. Das Opfer unterhielt sich zuvor am Telefon auf Hebräisch. Nach dem Angriff seien die Täter mit ihrem Auto weggefahren und hätten dabei laut arabische Musik gehört. |
| Angriff auf zwei Frauen nach Pro-Israel-Kundgebung                                                                        | 9. Okt. 2023                | Hamburg                                          | Bei einer Solidaritätskundgebung für Israel wurden zwei Frauen von zwei unerkannt gebliebenen Männern von hinten angegriffen und geschlagen. Die Männer hätten darüber hinaus Israel-Flaggen zertreten und bespuckt. Der Bürgermeister Peter Tschentscher hatte zuvor proklamiert, dass in Hamburg „kein Millimeter Platz für Antisemitismus und Feindseligkeit gegenüber Israel“ sei. |
| Drei Jugendliche schlagen 55-Jährigen während Israel-Demo                                                                 | 11. Okt. 2023               | Chemnitz                                         | Einer 72-jährigen Teilnehmerin einer pro-israelischen Kundgebung wurde im Vorfeld durch drei nichtdeutsche Jugendliche eine Israel-Flagge entrissen. Dieselben Täter, unter ihnen zwei Syrer und ein Mann mit unbekannter Nationalität, rannten dabei einen 55-jährigen Mann um und traten danach auf den am Boden liegenden Mann ein. Die Täter sind 15, 17 und 20 Jahre alt. In Chemnitz kam es im Vorfeld zu antisemitischen und pro-palästinensischen Gegenprotesten durch vorwiegend arabische Zuwanderer. |
| Israel-Flagge mehrmals heruntergerissen                                                                                   | 13. Okt. 2023               | Augsburg                                         | Am Freitagabend des 13.10.2023 rissen zwei noch Unbekannte eine Israel-Flagge vor dem Augsburger Rathaus nieder und versuchten diese noch vor Ort anzuzünden. Die zwei 18-jährigen syrischen Täter wurden bereits am Nachmittag des nächsten Tages ermittelt; einer stellte sich freiwillig der Polizei. Im Internet kursiert ein Handyvideo, welches den Syrer beim Hochklettern auf den Fahnenmast und Herunterreißen der Flagge zeigt. Zum wiederholten Male wurde die Israel-Flagge in der Nacht am 17.10.2023 heruntergerissen. Zeugen beschrieben die männlichen Täter als jung und vollbärtig; ob ein Zusammenhang zu dem Vorfall von vor 4 Tagen besteht, ist unklar. Im November ließ die Stadt Augsburg die Israel-Flagge dann vom Fahnenmast entfernen, was zu teils heftiger Kritik führte. Im weiteren Verfahren wurde einer der damals 18-jährigen Syrer wegen Beihilfe zur Verletzung von Flaggen- und Hoheitsrechten ausländischer Staaten und Sachbeschädigung zu 80 Stunden gemeinnütziger Arbeit und mehreren Gesprächen über Antisemitismus verurteilt. Zusätzlich muss er an das Jüdische Museum Augsburg 200 Euro zahlen. Der Haupttäter wurde noch nicht ausfindig gemacht; er soll aus Augsburg bzw. Bayern weggezogen sein. |
| Hebräisch sprechendes Paar mit Pyrotechnik beworfen                                                                       | 16. Okt. 2023               | Berlin-Neukölln                                  | An jenem Montagabend wurde ein Hebräisch sprechendes Paar im Berliner Ortsteil Neukölln mit einem Feuerwerkskörper beworfen. Bei dem Täter handele es sich mutmaßlich um einen Mann arabischer Abstammung. |
| Anschlag auf jüdisches Gemeindezentrum                                                                                    | 18. Okt. 2023               | Berlin-Mitte                                     | In der Nacht zum 18. Oktober 2023 warfen zwei Täter zwei Molotow-Cocktails in Richtung eines Gebäudes, in dem sich die Synagoge des Vereins Kahal Adass Jisroel, Räume einer Talmud-Thora-Schule sowie eine Kindertagesstätte befinden. Die Geschosse waren funktionsfähig und brannten, das Gebäude fing jedoch kein Feuer, da die Angreifer es verfehlten. Am Morgen wurde vor der Synagoge ein Mann festgenommen, nachdem er israelfeindliche und volksverhetzende Parolen gerufen hatte. In beiden Fällen ermittelt der Staatsschutz. |
| Kunden und Filiale von Starbucks angefeindet                                                                              | 4. Nov. 2023                | Berlin, Friedrichstraße sowie Checkpoint Charlie | Am Sonnabendnachmittag des 4. November 2023 wurden mehrere Kunden und Mitarbeiter einer Starbucks-Filiale in der Berliner Friedrichstraße von Teilnehmern einer antisemitischen Pro-Palästina-Demonstration verbal bedroht und beleidigt. Die Außenwände und Glasscheiben der Filiale wurden bespuckt und den Kunden wurde beim Verlassen des Geschäfts „shame on you“ nachgerufen. Am selbigen Sonnabend gab es bereits zuvor einen Vorfall, bei dem ein Gast der Starbucks-Filiale am Checkpoint Charlie von einer jungen Frau mit Kopftuch beim Herausgehen bespuckt wurde. Der Gründer der Kette Starbucks, Howard Schultz, ist jüdischen Glaubens. |
| Brandanschlag auf Neue Synagoge                                                                                           | 12. Nov. 2023               | Erfurt                                           | In der Nacht vom 11. auf 12. November 2023 wurden Gedenkzettel an der Neuen Synagoge in Brand gesetzt, wobei am Gebäude selbst kein Sachschaden entstand. Die Tatverdächtigen, zwei betrunkene Asylbewerber aus Libyen, wurden noch am Tatort von der Polizei festgenommen und nach der Vernehmung wieder auf freien Fuß gesetzt. |
| Jüdischer Student von Kommilitonen verprügelt                                                                             | 2. Feb. 2024                | Berlin-Mitte, Rosenthaler Platz                  | Am Freitagabend des 2. Februar 2024 wurde der an der Freien Universität Berlin (FU) studierende Lahav Shapira, der in Berlin eine Bar mit seiner Freundin besucht hatte, beim Verlassen der Bar von einem Mitstudenten arabischer Herkunft verbal attackiert und schwer verletzt. Lahav Shapira hatte nach dem Terrorangriff der Hamas auf Israel am 7. Oktober 2023 gegen propalästinensische Aktionen an der FU und die Verharmlosung des islamistischen Terrors protestiert und an die während des Terrorüberfalls von der Hamas in Geiselhaft genommenen Israelis erinnert. Wie der Bruder des Opfers auf „X“ mitteilte, gab es vor dem Angriff auf Lahav Shapira keinerlei politische Debatte zwischen Täter und Opfer. Wie die Mutter des Opfers dem israelischen Nachrichtenportal Ynet sagte, sei Lahav Shapira bereits in der Bar gezielt vom Gewalttäter beobachtet und als er mit seiner Freundin die Bar verließ unvermittelt verbal angegriffen worden: „Er schrie ihn an: ,Warum posten Sie Bilder von Entführten?‘ Er war voller Hass.“ Shapira hatte Fotos von Menschen verbreitet, die beim Angriff der Hamas auf Israel von den Terroristen in den Gaza-Streifen entführt worden waren. Lahav Shapira selbst äußerte sich zum Angriff auf seine Person laut der Jüdischen Allgemeinen, in einem Interview im Krankenhaus gegenüber einer israelischen Journalistin: „Er verpasste mir ganz plötzlich einen Schlag von der Seite. Dann noch einen, und ich verlor meine Balance. Als ich versuchte aufzustehen, trat er mir ins Gesicht. Und dann, als ich schließlich aufstand, rannte er vom Ort des Geschehens weg.“ Die Darstellung der Familie des Betroffenen steht allerdings im Widerspruch zum Polizeibericht, dem laut Tagesspiegel zu entnehmen ist, dass unterschiedliche Einstellungen zum Nahost-Konflikt zu Auseinandersetzungen zwischen den beiden FU-Studenten geführt haben. Wie es dort weiter heißt, habe „sich zunächst ein Streitgespräch entwickelt. Im Verlaufe des Streits soll der Jüngere den Älteren unvermittelt mehrmals ins Gesicht geschlagen haben, sodass dieser stürzte. Auf den am Boden liegenden Mann soll der Kontrahent dann eingetreten haben.“ Obwohl Lahav Shapira Frakturen im Gesicht erlitten hatte, ging es ihm, wie seine Angehörigen Anfang Februar 2024 berichteten, trotz der schweren Verletzungen den Umständen entsprechend gut. Den Angreifer konnte die Polizei stellen; der für politisch motivierte Straftaten zuständige Staatsschutz beim Landeskriminalamt Berlin übernahm die weiteren Ermittlungen. |
| Jude vor der Münchner Hauptsynagoge tätlich angegriffen                                                                   | 23. Feb. 2024               | München, St.-Jakobs-Platz                        | Als zwei 17-Jährige sich lauthals stritten, versuchte ein zufällig vorbeikommender 43-Jähriger jüdischer Münchner höflich, die beiden zur Mäßigung anzuhalten. Diese verbündeten sich umgehend gegen den Schlichter, beschimpften ihn antisemitisch u. a. als „Scheiß-Juden“ und schlugen auf ihn ein, wobei einer eine Krücke benutzte. Einer der beiden widersetzte sich heftig der Festnahme durch die von Zeugen alarmierte Polizei. Dieser war dort bereits zuvor durch zahlreiche Ermittlungsverfahren u. a. wegen Volksverhetzung und Körperverletzung in Erscheinung getreten. Er wurde während der Pandemie mehrmals wegen Verstößen gegen Infektionsschutzmaßnahmen angezeigt. Auch der andere Tatverdächtige ist polizeibekannt. Das Opfer wurde mit leichten Kopfverletzungen ins Krankenhaus gebracht. Der Staatsschutz übernahm die Ermittlungen wegen gefährlicher Körperverletzung, Beleidigung und Widerstand gegen Vollstreckungsbeamte. |
| Messerangriff auf orthodoxen Juden                                                                                        | 2. März 2024                | Zürich, Kreis 2                                  | Ein 15-jähriger Schweiz-Tunesier griff am 2. März 2024 in Zürich einen orthodoxen Juden mit einem Messer an und verletzte ihn lebensbedrohlich. In einem Bekennervideo schwor der Täter dem Islamischen Staat Treue und kündigte seine Tat an. |
| Brandanschlag auf die Synagoge Oldenburg                                                                                  | 5. April 2024               | Oldenburg                                        | Am 5. April 2024 warf ein 27-jähriger Mann einen Brandsatz auf eine Tür der Oldenburger Synagoge. Zwei Hausmeister eines benachbarten Kulturzentrums bemerkten das Feuer und konnten es frühzeitig löschen. |
| Mann wegen Israel-Cap antisemitisch beleidigt                                                                             | 14. Apr. 2024               | Berlin-Adlershof                                 | Zur Mittagszeit am 14. April 2024 soll ein 53-Jähriger auf Grund seiner Cap, auf welcher eine Israel-Flagge abgebildet war, von einem 19-Jährigen und 49-Jährigen in der Adlershofer Radickestraße/Wassermannstraße verbal bedroht und beleidigt worden sein. Im Laufe des Streits soll der 53-Jährige wiederum den 49-Jährigen körperlich angegriffen haben und ihm so Schmerzen zugefügt haben. Der Staatsschutz hat die Ermittlungen aufgenommen. |
| Brandanschlag auf Tiergarten-Gymnasium verübt                                                                             | 13. Juli 2024               | Berlin-Hansaviertel                              | Noch unbekannte Täter verübten in der Nacht von Sonnabend auf Sonntag einen Brandanschlag auf das Gymnasium Tiergarten im Berliner Ortsteil Hansaviertel. Der Unterricht für die nächsten Tage vor den Sommerferien wurde von Seiten der Schulleitung abgesagt, da die Technik in den Räumen der Schule erheblich beschädigt wurde. Der Feuer- sowie Amokalarm sei nicht mehr funktionstüchtig und müsse vor Wiederaufnahme des Schulbetriebes wieder in Stand gesetzt werden. Zudem wurden die Parolen „Brennt Gaza brennt Berlin“ und „Gaza will be free“ an die Schulfassade gesprüht. Der polizeiliche Staatsschutz hat die Ermittlungen aufgenommen. Das Gymnasium kam bereits vor dem Anschlag in die Schlagzeilen, weil die Schulleitung die diesjährige Abiturfeier mit Verweis auf geplante pro-palästinensische Proteste durch Schüler abgesagt hatte. Am Gymnasium Tiergarten haben insgesamt 73,3 % der Schüler einen Migrationshintergrund. |
| Schüsse auf israelisches Generalkonsulat                                                                                  | 5. Sep. 2024                | München                                          | Ein 18jähriger österreichischer Staatsbürger mit bosnischen Wurzeln eröffnete aus einem alten Militärkarabiner mit aufgepflanztem Bajonett das Feuer auf das israelische Generalkonsulat in der Münchner Maxvorstadt. Auch auf die herbeigerufenen Einsatzkräfte der bayerischen Landespolizei gab der Tatverdächtige mehrere Schüsse ab. Diese erwiderten das Feuer und verletzten ihn tödlich. Nach Erkenntnissen der österreichischen Sicherheitsbehörden handelte es sich beim Verdächtigen um einen Sympathisanten der islamistischen und antisemitischen Terrorgruppe Haiʾat Tahrir asch-Scham |
| Mann mit Davidstern bedroht                                                                                               | 22. Juni 2025               | Berlin                                           | Ein 60-Jähriger mit Davidstern wurde von einem 29-jährigen Mann mit einem Messer bedroht. Die herbeigerufene Polizei überwältigte den Mann unter Waffenandrohung; er wurde in der Psychiatrie untergebracht. Nach Angaben der Polizei ist der Mann Österreicher. Die weiteren Ermittlungen übernahm der für politische Straftaten zuständige Staatsschutz des Landeskriminalamts. |